# Torpshammar
Torpshammar ist ein Ort (tätort) in der Gemeinde Ånge in Västernorrlands län in der historischen Provinz Medelpad. 2015 hatte der Ort 477 Einwohner.
Torpshammar liegt auf halbem Weg zwischen Ånge und Sundsvall an der Bahnstrecke Sundsvall–Storlien sowie an der Europastraße 14.

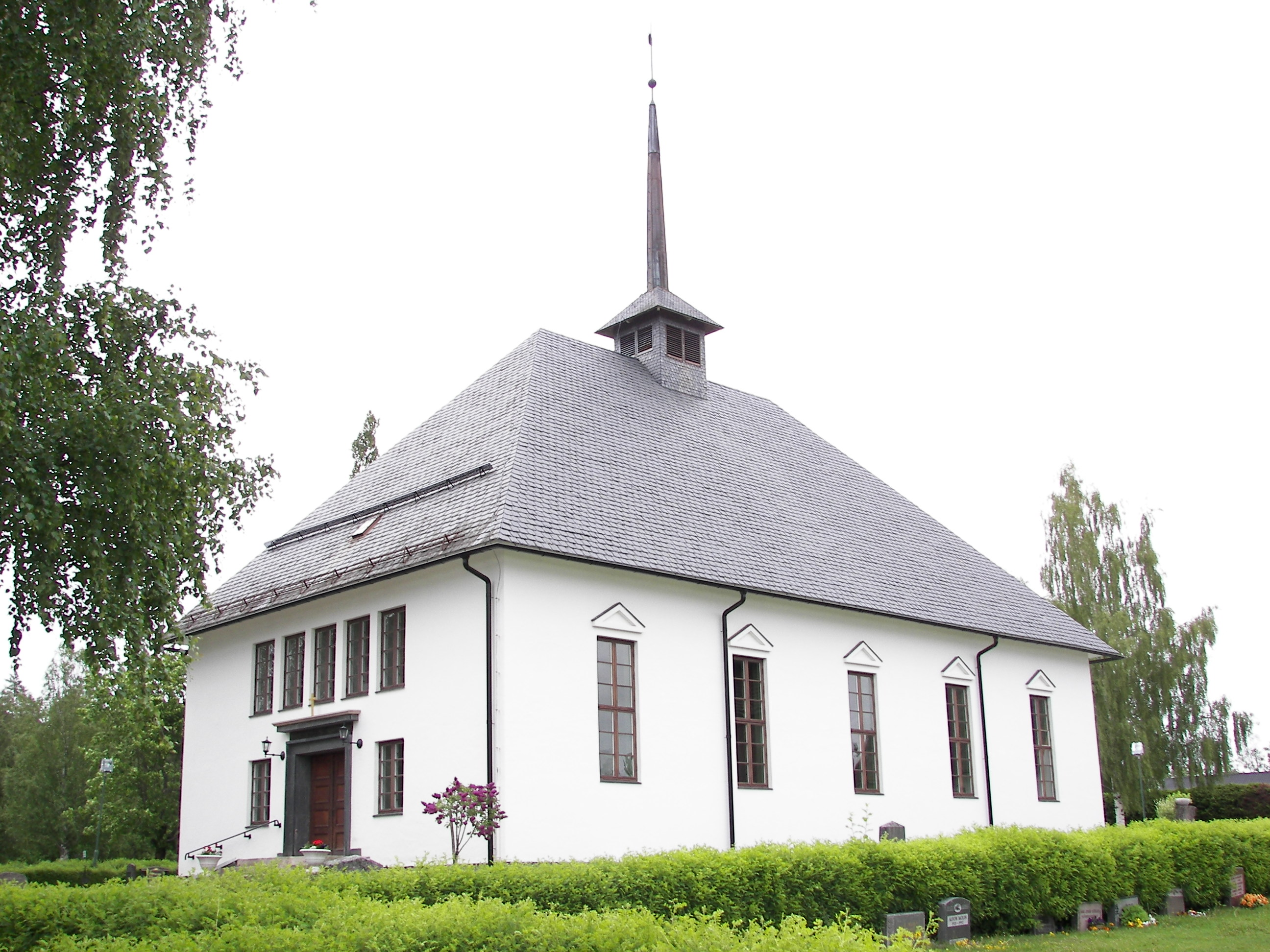
Kirche
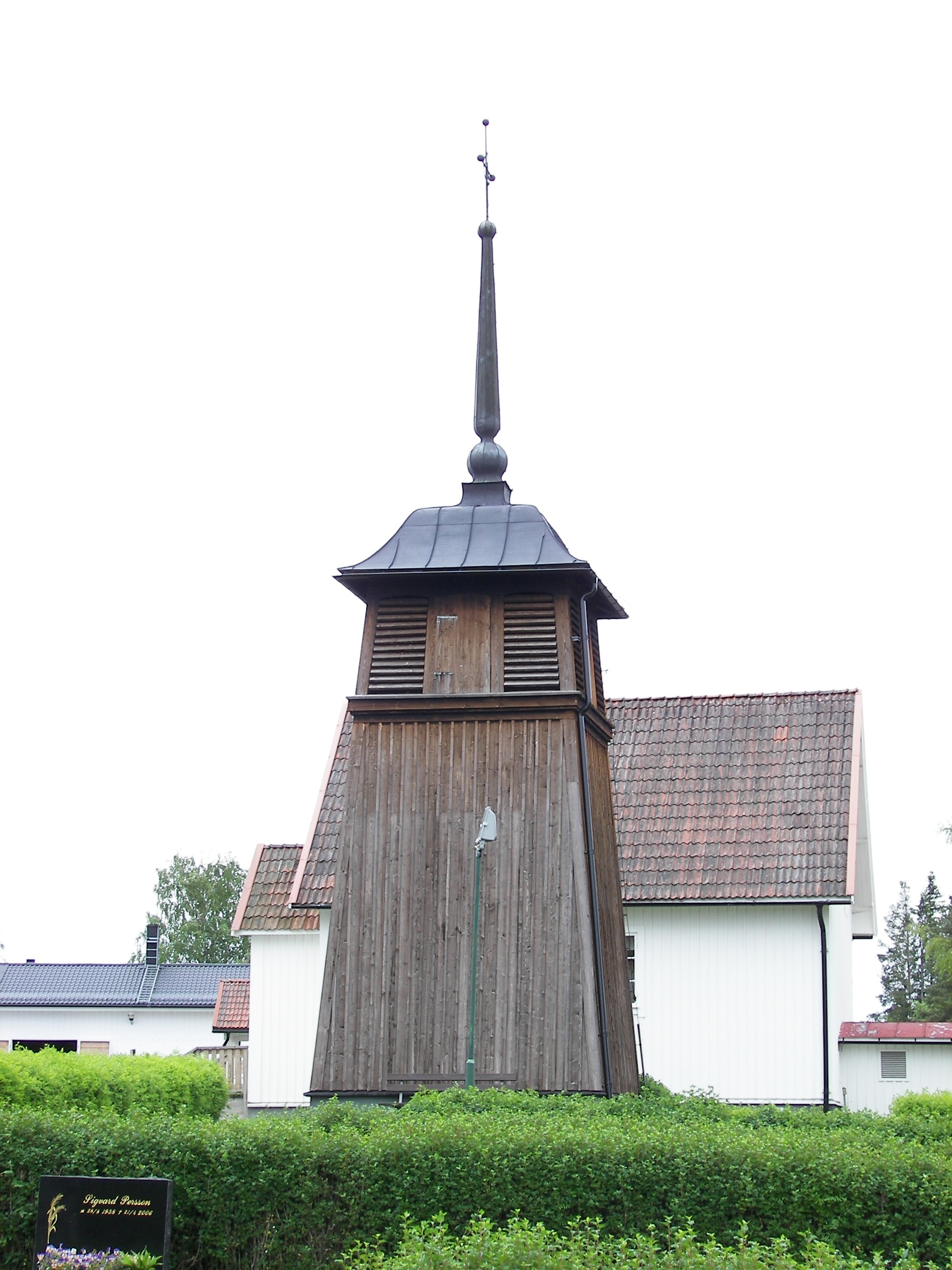
Glockenturm